# Mary Washington House

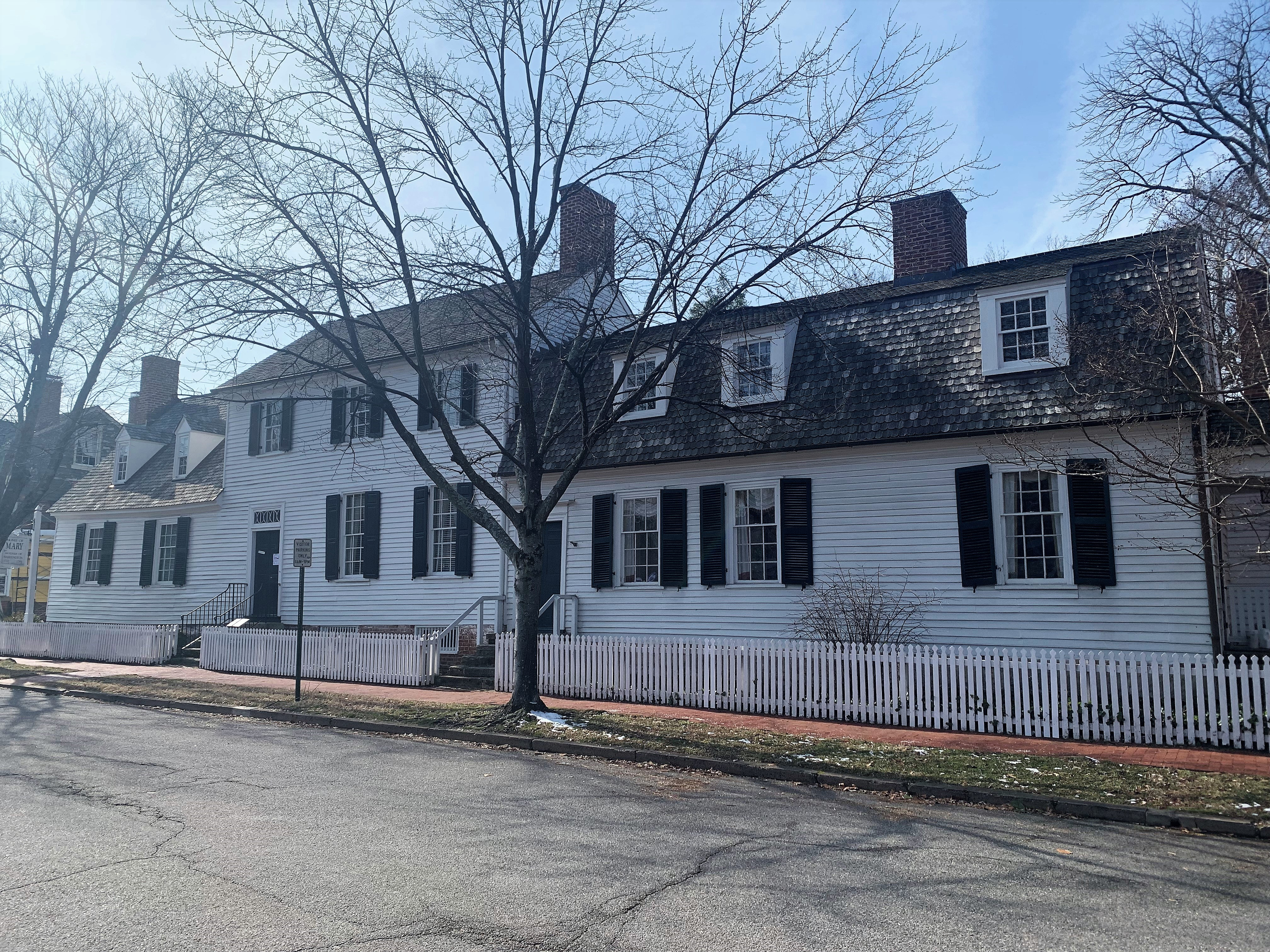
Mary Washington House in Fredericksburg (2022)

Das Mary Washington House, in der 1200 Charles Street in der Stadt Fredericksburg, ist das Haus, in dem George Washingtons Mutter Mary Ball Washington am Ende ihres Lebens wohnte.
George Washington kaufte dieses Haus für seine Mutter im Jahre 1772, sie lebte dort bis zu ihrem Tod 1789. Marys Mann und Georges Vater, Augustine Washington war bereits 1743 in Fredericksburg gestorben. Das Haus liegt an der Ecke der Charles and Lewis Streets und die Kenmoreplantage, das Anwesen von Marys Tochter Betty Washington Lewis, war von dort zu Fuß zu erreichen. Der zukünftige Präsident George Washington erhielt dort vor seiner Inauguration 1789 den Segen seiner Mutter.
Das Mary Washington House liegt in der Nähe der Hochschule, die nach ihr benannt wurde, die University of Mary Washington. 
Im Jahre 1891 erwarb die Association for the Preservation of Virginia Antiquities das Haus. Es war zeitweise geplant das Gebäude zu zerlegen und es zur Ausstellung Chicago World's Fair zu schicken. Das Haus wurde inzwischen restauriert und ist für die Öffentlichkeit zugänglich. Das Haus gilt als eines der Wahrzeichen der Stadt Fredericksburg.